# 除冰系统
除冰系统是飛機上的一種功能部件，它可以防止大气水分积聚在航空器表面，如机翼、螺旋桨、旋翼、发动机进气口等部位。   這些水分如果不去除，就會結冰，而冰会影響飛行，除冰系统起的就是阻止結冰的這個作用。